# Vișegrad, Kărdjali
Vișegrad (în bulgară Вишеград) este un sat în comuna Kărdjali, regiunea Kărdjali,  Bulgaria. 

## Demografie
Componența etnică a satului Vișegrad
     Turci (92,2%)
     Bulgari (2,68%)
     Nicio identificare (5,1%)
     Altele (0%)
La recensământul din 2011, populația satului Vișegrad era de 372 locuitori. Din punct de vedere etnic, majoritatea locuitorilor (92,2%) erau turci, cu o minoritate de bulgari (2,68%). Pentru 5,1% din locuitori nu este cunoscută apartenența etnică.